# Formule des traces de Selberg
En mathématiques, la formule des traces de Selberg est un résultat central en analyse harmonique non commutative. Elle fournit une expression pour la trace de certains opérateurs intégraux ou différentiels agissant sur des espaces de fonctions sur un espace homogène G/Γ, où G est un groupe de Lie et Γ un groupe discret, ou plus généralement sur un double quotient H\G/Γ.
Un cas particulier important est celui où l'espace est une surface de Riemann compacte S. L'article initial de Atle Selberg en 1956 traitait de ce cas, pour l'opérateur laplacien et ses puissances. Les traces des puissances du Laplacien permettent dans ce cas de définir une forme de fonction zêta. L'intérêt est l'analogie puissante qui apparaît alors entre la formule obtenue et les formules explicites de la théorie des nombres. Les géodésiques fermées de S jouent le rôle des nombres premiers. Cette relation a été immédiatement reconnue comme une lueur nouvelle sur l'hypothèse de Riemann.
La formule des traces de Selberg établit une relation entre le spectre de l'opérateur de Laplace-Beltrami sur une surface compacte à courbure négative constante et les longueurs des géodésiques périodiques sur cette surface.
Elle généralise la formule sommatoire de Poisson valide pour le tore.

## Définitions
Toute surface X compacte à courbure négative constante peut se représenter comme l'espace quotient du demi-plan de Poincaré ℍ par un sous-groupe discret Γ du groupe PSL(2, ℝ) des isométries :
Considérons l'opérateur de Laplace-Beltrami sur X : 
{\displaystyle \Delta u(x,y)=y^{2}\left({\frac {\partial ^{2}u}{\partial x^{2}}}+{\frac {\partial ^{2}u}{\partial y^{2}}}\right)}.
On peut démontrer que, la surface étant compacte, son spectre est discret, c’est-à-dire que les valeurs propres λn, solutions de l'équation aux valeurs propres
{\displaystyle -\Delta u_{n}(x,y)=\lambda _{n}u_{n}(x,y)},
forment une suite infinie qu'on peut ranger par ordre croissant :
{\displaystyle 0=\lambda _{0}<\lambda _{1}\leq \lambda _{2}\leq \cdots }
Les fonctions propres sont dans {\displaystyle u_{n}(x,y)\in C^{\infty }(\mathbb {H} )} et vérifient la condition de périodicité :
{\displaystyle \forall \gamma \in \Gamma \quad u_{n}(\gamma z)=u_{n}(z)}.
En introduisant le changement de variable :
{\displaystyle \lambda =s(1-s),\quad s={\frac {1}{2}}+{\rm {i}}r},
les valeurs propres sont indexées par {\displaystyle r_{n},\quad n\geq 0}.

## Formule de Selberg
Cette formule s'écrit :
La somme {\displaystyle \{T\}} est prise sur toutes les classes de conjugaison hyperboliques distinctes. La fonction h doit être :
- analytique dans la bande {\displaystyle \vert {\rm {Im}}(r)\vert \leq 1/2+\delta }, où δ est une constante positive ;
- être paire : h(–r) = h(r) ;
- satisfaire la majoration : {\displaystyle \vert h(r)\vert \leq M\ \left(1+\vert {\rm {Re}}(r)\vert ^{-2-\delta }\ \right)}, où M est une autre constante positive.

La fonction g est la transformée de Fourier de h, c’est-à-dire :
{\displaystyle h(r)=\int _{-\infty }^{\infty }g(u)\ {\rm {e}}^{{\rm {i}}ru}~\mathrm {d} u}.